# Lleida (provins)
Lleida är en provins i nordöstra Spanien i den nordvästra delen av den autonoma regionen Katalonien.
Huvudort är staden Lleida. Provinsen gränsar till provinserna Girona, Barcelona, Tarragona, Zaragoza och Huesca samt länderna Frankrike och Andorra.
Provinsen har en yta av 12 150 km² och den totala folkmängden uppgår till 414 015 (2006) varav 30 % bor i huvudstaden. Lleida är indelad i 231 kommuner, municipios.
Nationalparken Aigües Tortes-Sant Maurici nationalpark ligger i provinsen.

## Galleri

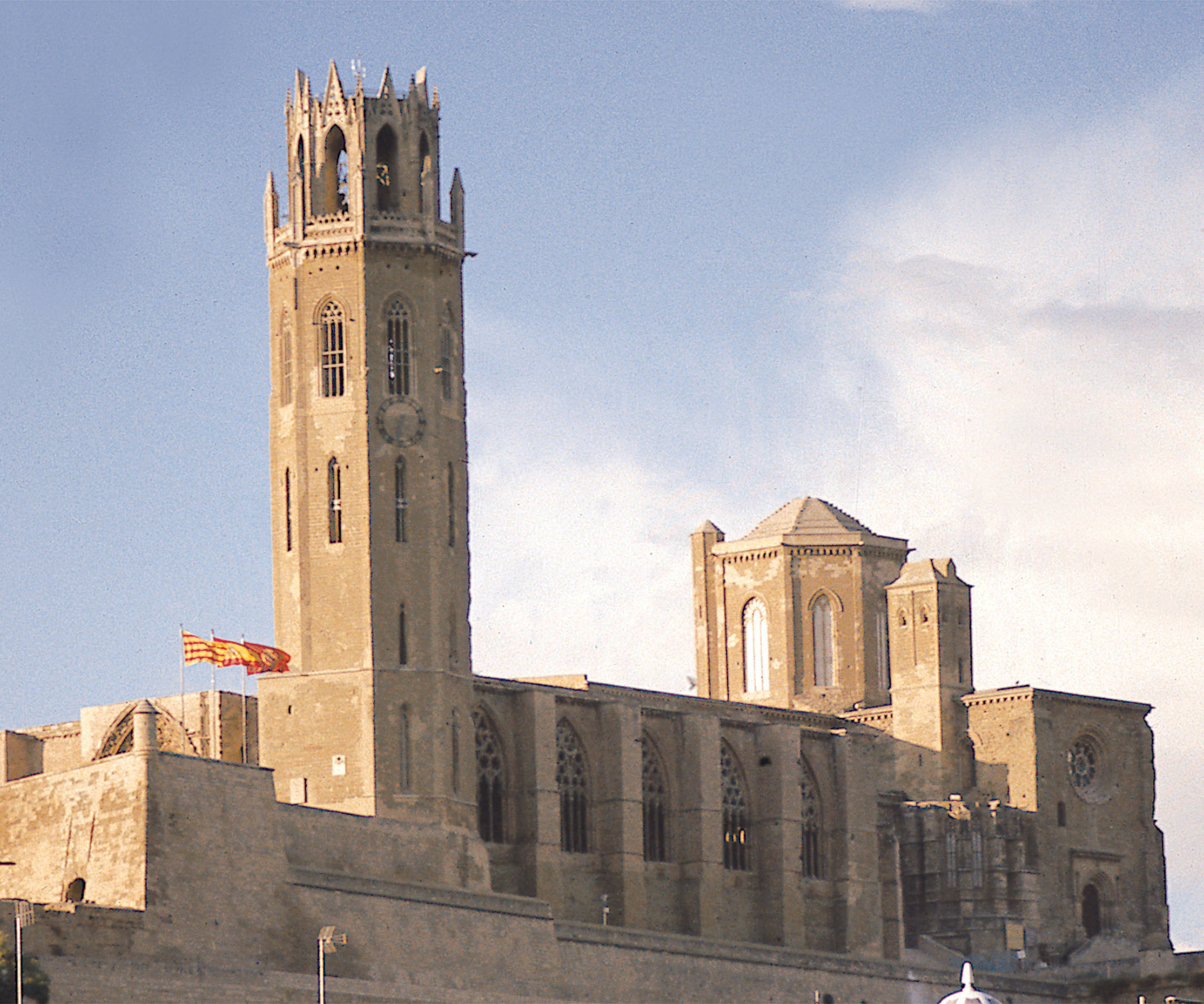
Seu Vella i Lleida
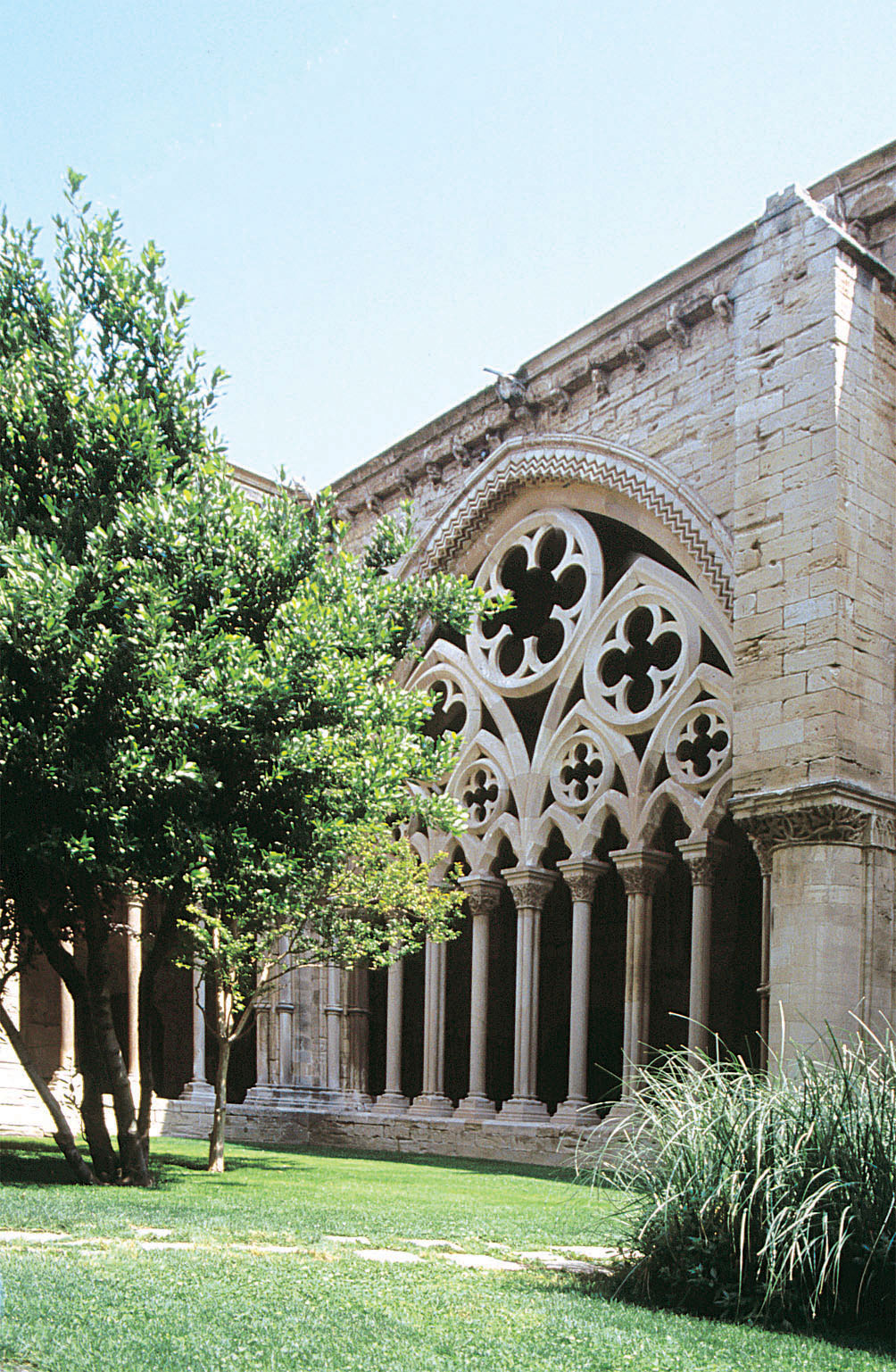
Korsgång i Seu Vella
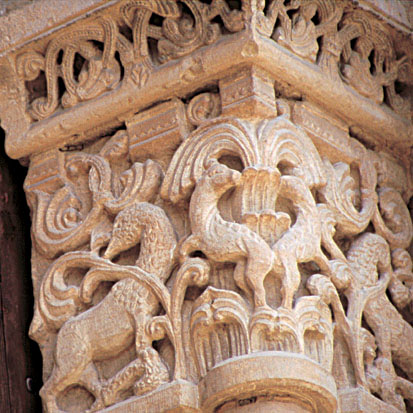
Detalj av kapilär i Seu Vella